# Associação Desportiva Futsal Tubaronense
L'Associação Desportiva Futsal Tubaronense, nota anche come Unisul o Tubarão, è una società brasiliana di calcio a 5 con sede a Tubarão.

## Storia
Fondata il 1º giugno 2000 come sezione di calcio a 5 dell'Unisul Esporte Clube, nel 2004 ha assunto la corrente denominazione; il rapporto non si è tuttavia mai interrotto e Unisul è tuttora il principale patrocinatore del club. Il club ha partecipato per la prima volta alla Liga Futsal nel 2006, giungendo tredicesima mentre due anni più tardi ha centrato il quinto posto che rappresenta il miglior risultato finora conseguito dalla squadra.

## Rosa 2007
|    | Nac.               | Nombre                          | Sobrenombre      | Puesto    |
| -- | ------------------ | ------------------------------- | ---------------- | --------- |
| 1  | Brasile (bandiera) | Nilton Mendes Nunes Júnior      | JUNIOR           | Portiere  |
| 2  | Brasile (bandiera) | Jefferson Murilo Souza da Costa | CARIOCA          | Difensore |
| 3  | Brasile (bandiera) | Genário Benício Peixoto         | GENARIO          | Pivot     |
| 4  | Brasile (bandiera) | Willian Ariel Koch              | ARIEL            | Laterale  |
| 5  | Brasile (bandiera) | Murilo de Sousa Machado         | MURILO           | Laterale  |
| 6  | Brasile (bandiera) | Marcelo Salvador Martins        | PIPOCA           | Laterale  |
| 7  | Brasile (bandiera) | Marcos Antônio Guimarães        | PAKITO           | Laterale  |
| 8  | Brasile (bandiera) | Eduardo Mendes Bello            | DUDA             | Laterale  |
| 9  | Brasile (bandiera) | Marcelo Luis Pinto Silva        | MARCELO PAULISTA | Laterale  |
| 10 | Brasile (bandiera) | Marco Antônio Mendes Heleodoro  | MARCO ANTONIO    | Difensore |
| 11 | Brasile (bandiera) | Evanilson da Silva Santos       | PARAIBA          | Laterale  |
| 14 | Brasile (bandiera) | Luiz Eduardo Petreça            | LUIZINHO         | Laterale  |
| 15 | Brasile (bandiera) | Christian Krolow Carniel        | CHRISTIAN        | Laterale  |
| 16 | Brasile (bandiera) | Michel Fedelix Cardoso          | MICHEL           | Laterale  |
| 18 | Brasile (bandiera) | Rodrigo Lara Acco               | RODRIGO          | Difensore |
| 19 | Brasile (bandiera) | Bruno José Dalmina              | BRUNO            | Laterale  |
| 20 | Brasile (bandiera) | Dener Sombrio Nazario           | DENER            | Portiere  |
| 21 | Brasile (bandiera) | Ramiro Beza Michels             | RAMIRO           | Esterno   |
| 22 | Brasile (bandiera) | Raphael Figueiredo Zabot        | RAPHA            | Portiere  |
| 23 | Brasile (bandiera) | Andrade Acordi                  | ANDRADE          | Laterale  |

Allenatore:  Flavio Cavalcante – FLAVINHO